# 白澤精恠圖
《白泽精恠图》是于敦煌莫高窟藏经洞出土的敦煌文献残卷，记述鬼怪的前兆和发生的灾祸现象，并介绍这些现象的回避方法。目前该残卷仅此两卷，一卷在法国国家图书馆收藏，编号为Pelliot chinois 2682（P.2682）；另一卷则保存在大英图书馆，编号为Or.8210（S.6261）。

## 背景
《白泽精怪图》又名《白泽图》，相传白泽能认知天下的妖怪，共11,520种。《白泽精怪图》在中古时期幾乎到了家手一冊的程度。書中記有各種神怪的名字、相貌和驅除的方法，並配有神怪的圖畫，人們一旦遇到怪物，就會按圖索驥加以查找。后来《白泽精怪图》已失传，现存只有敦煌残卷。

## 内容
在P.2682中，所记载的精怪有199种，配有20幅彩色插图（其中两幅现已残缺），卷末有题记“《白泽精恠图》一卷，卌一纸成”。第1-3幅插图描绘的是夜晚呼唤长妇、次妇和少妇名字的老鸡，第四幅插图描述一群赤裸上身的儿童，抬着带火光的拖车；第5幅是夜间冒出火光的腰带；第6幅是一间房子，前面坐着一个人；第7幅描述一只名叫“神行”的雉鸡飞进房屋里；第9幅插图描绘一只五色人面鸟，根据右边的文字描述为“似”，“似”的下面还有一只白翼双头鸟，名叫“蚋蚨”，另一只头已经残缺；第12幅插图描绘一只老鼠爬在一棵树上，与下方从水上流下的鱼相结合；第18幅和第20幅插图残缺，因此内容未知。文字部分引用了《抱朴子·登涉》的内容，之后的“上屏而畏者，呼曰申储”的“储”字为后来加上。
S.6261中首项图文皆缺，第二项缺文，第八、九项缺图。图文描述可能是《搜神记》第12卷的内容。

## 備註
1. ↑  “恠（guài；ㄍㄨㄞˋ）”是“怪”的异体字。

## 註释
1. ↑  . 2018-10-25  [2019-01-20]. （原始内容存档于2019-01-20）.
2. ↑   （法语）.
3. ↑  . International Dunhuang Programme.   [2025-01-16].
4. ↑  . 搜狐. 2017-08-11  [2019-01-20]. （原始内容存档于2019-04-17）.

## 參閲
- 白澤